# Мартин Добровић
Мартин Добровић (крај 16. вијека — 1621) био је римокатолички свештеник. Након завршетка образовања у Грацу, постао је Иванићки жупник, а касније је постао и каноник Загребачке надбискупије.

## Младост и образовање
Мартин Добровић је рођен у српској православној породици, а његови родитељи су се доселили из Босне у данашњу Хрватску. Касније су прешли на католицизам. Захваљујући препорукама љубљанског бискупа Томажа Хрена, Римокатоличка црква је образовала Мартина за свештеника у католичкој школи у Грацу. Његово образовање је трајало од 1599. до 1608. године. Његова пјесма Eidem је објављена у раду из 1601. године, гдје је његова професија забиљежена као студент књижевнсти (лат. Litterarum humaniorum studiosus). Након завршетка образовања, постао је Иванићки жупник и капелан њемачког војног гарнизона у Иванићу.

## Католичење православних Срба
Као Иванићки жупник, Добровић је активно радио на покушајима католичења православних Срба који су се у околину Марче и Иванића доселили из Османског царства. Он је започео са својим активностима и прије него што је Симеон Вретања постао марчански епископ. Папа је Добровића овластио 1609. године да православне Србе преведе на католицизам. Добровић је увјерио Симеона Вретању да призна врховну папску превласт и прихвати источни католицизам. Вретања и Добровић су 1611. заједно отпутовали у Рим. Симеон је упознао папу и формално прихватио гркокатолицизам. У Марчанском манастиру у марту 1613. године, Добровић се састао са Вретањом и неколико истакнутих српских војвода, које је покушао да убједи да пређу на католицизам и прихвате надзор Загребачке надбискупије. Мартин је препоручио Матију Сумера из Иванића за образовање као католички свештеник.
Добровић је премину 1621. године.